# Полоцкий округ
По́лоцкий о́круг — единица административного деления Белорусской ССР, существовавшая с 17 июля 1924 по 26 июля 1930 года и с 21 июня 1935 по 15 января 1938. Административный центр — город Полоцк.

## Округ в 1924—1930
Первоначально включал 9 районов: Ветринский, Волынецкий, Дретунский, Дриссенский, Освейский, Полоцкий, Россонский, Улльский, Ушачский.
В 1925 Дретунский район переименован в Краснопольский.
В июне 1927 года в состав Полоцкого округа вошел Лепельский район упразднённого Борисовского округа.
В 1929 Волынецкий район переименован в Борковичский.
Округ упразднён в июле 1930, как и большинство округов СССР. Районы переданы в прямое подчинение БССР.
По данным переписи 1926 года численность населения составляла 323,9 тыс. чел. В том числе белорусы — 86,1 %; евреи — 5,3 %; русские — 4,6 %; поляки — 2,7 %.

## Округ в 1935—1938
Вновь округ был образован в июне 1935 в качестве пограничного округа (которые тогда создавались вдоль западной границы СССР).
Включал 5 районов: Ветринский, Дриссенский, Освейский, Полоцкий и Россонский.
Упразднён в январе 1938 в связи с введением областного деления в БССР.